# 김동현 (봅슬레이 선수)
김동현(金東炫, 1987년 11월 12일~)은 대한민국의 봅슬레이 선수이다.